# Казола Канина (Болоња)
Казола Канина (итал. Casola Canina) је насеље у Италији у округу Болоња, региону Емилија-Ромања.
Према процени из 2011. у насељу је живело 82 становника. Насеље се налази на надморској висини од 47 м.